# Carlos García Muela

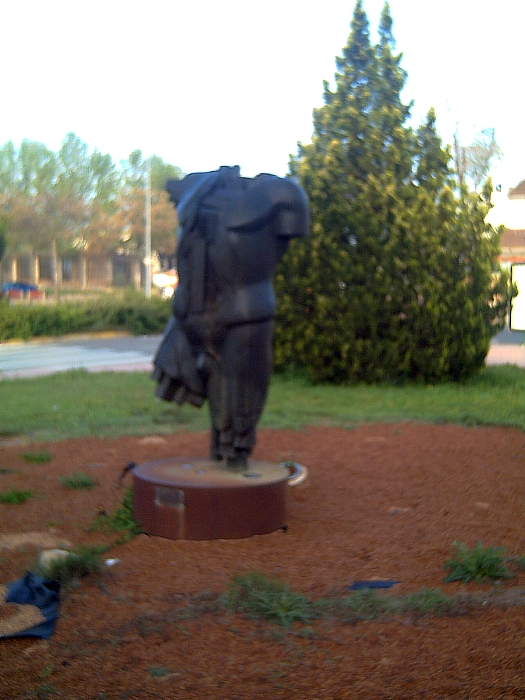
Torso de Ares (1991), en los jardines de la estación del AVE de Ciudad Real.

Carlos García Muela (Tetuán, protectorado español de Marruecos, 1936 - Madrid, 26/01/2013) escultor español. 

## Biografía
Carlos García Muela nació en Tetuán en el protectorado español de Marruecos en 1936. Estudió en la Escuela Nacional de Bellas Artes de Tetuán. Sus primeras esculturas fueron ejecutadas en piedra arenisca, y poseían un carácter sobrio y tosco. 
Más tarde, comenzó a ejecutarlas en hierro o en bronce, elaborando piezas más expresionistas. En 1970 dio comienzo a su serie de "Torsos", de carácter clasicista que, con diversas variaciones, ha sido una de sus constantes, mostrando unos volúmenes, de inspiración arqueológica y orgánica, que nos presentan una cara diferente de los modelos clásicos en que se inspira. 
En un primer momento, aquellas sólidas anatomías poseían una expresividad especial que era fruto de la rotura y estratificación que García Muela lograba distribuyendo capas de cera que, en el momento de la fundición del bronce, se quebraban, incrementando así el efecto del paso del tiempo sobre el objeto escultórico. Pero, posteriormente, el artista procedió a acentuar el contraste con el modelo clásico mediante la confrontación de materiales. 
Falleció en Madrid, el 26 de enero de 2013.

## Obras

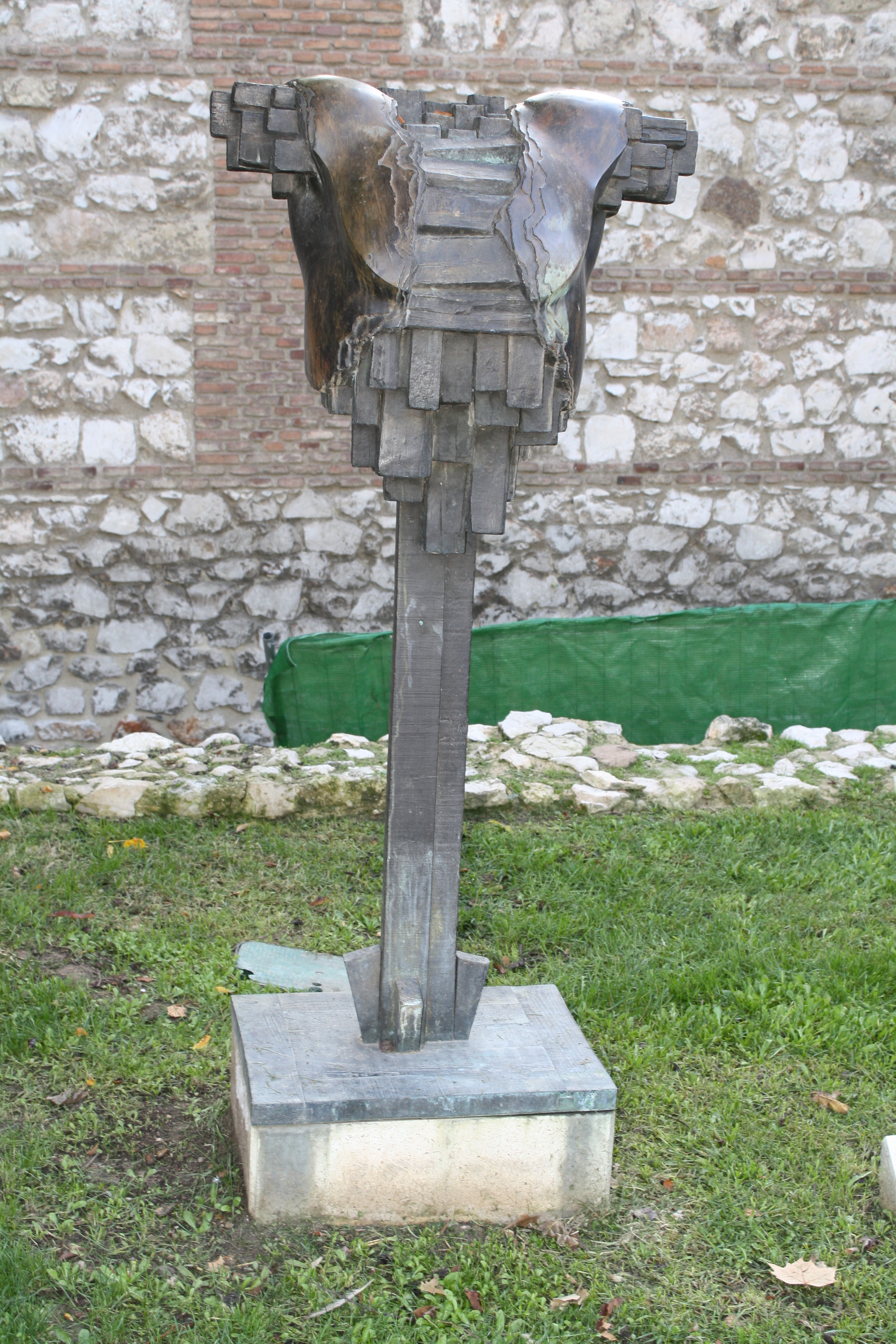
Torso en el Museo de Escultura al Aire Libre de Alcalá de Henares.

Tiene numerosas obras expuestas en espacios al aire libre:
- "Torso de Ares" de la estación del AVE de Ciudad Real
- "Torso" del parque de San José de Valderas
- "Torso" en Alcalá de Henares
- "Torso de Agamenón II" en Alicante
- "Torso femenino" del museo de escultura al aire libre de Ceuta
- Una gran paloma blanca (símbolo de Tetuán, su ciudad natal) preside la plaza llamada al-Hamama, esto es, 'la paloma'.

## Galardones
Carlos García Muela ha conseguido el reconocimiento favorable de la crítica y numerosos premios y galardones nacionales e internacionales entre los que destacan:
- En 1979 consiguió el primer premio de la Bienal Internacional del Deporte en Barcelona.
- En 1982 fue el ganador de la Bienal Internacional de Alejandría.